# Birkheim

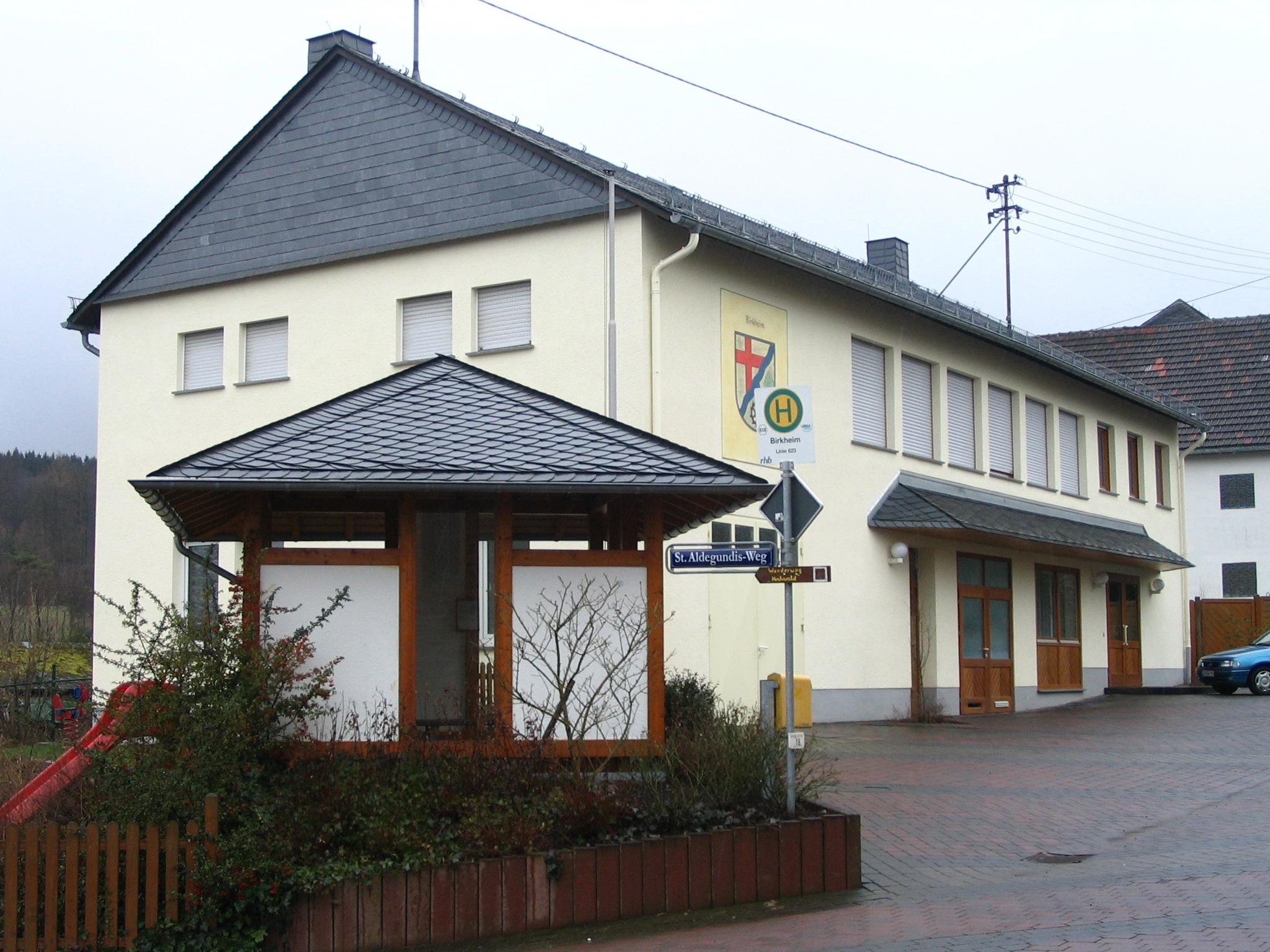
Gemeindehaus

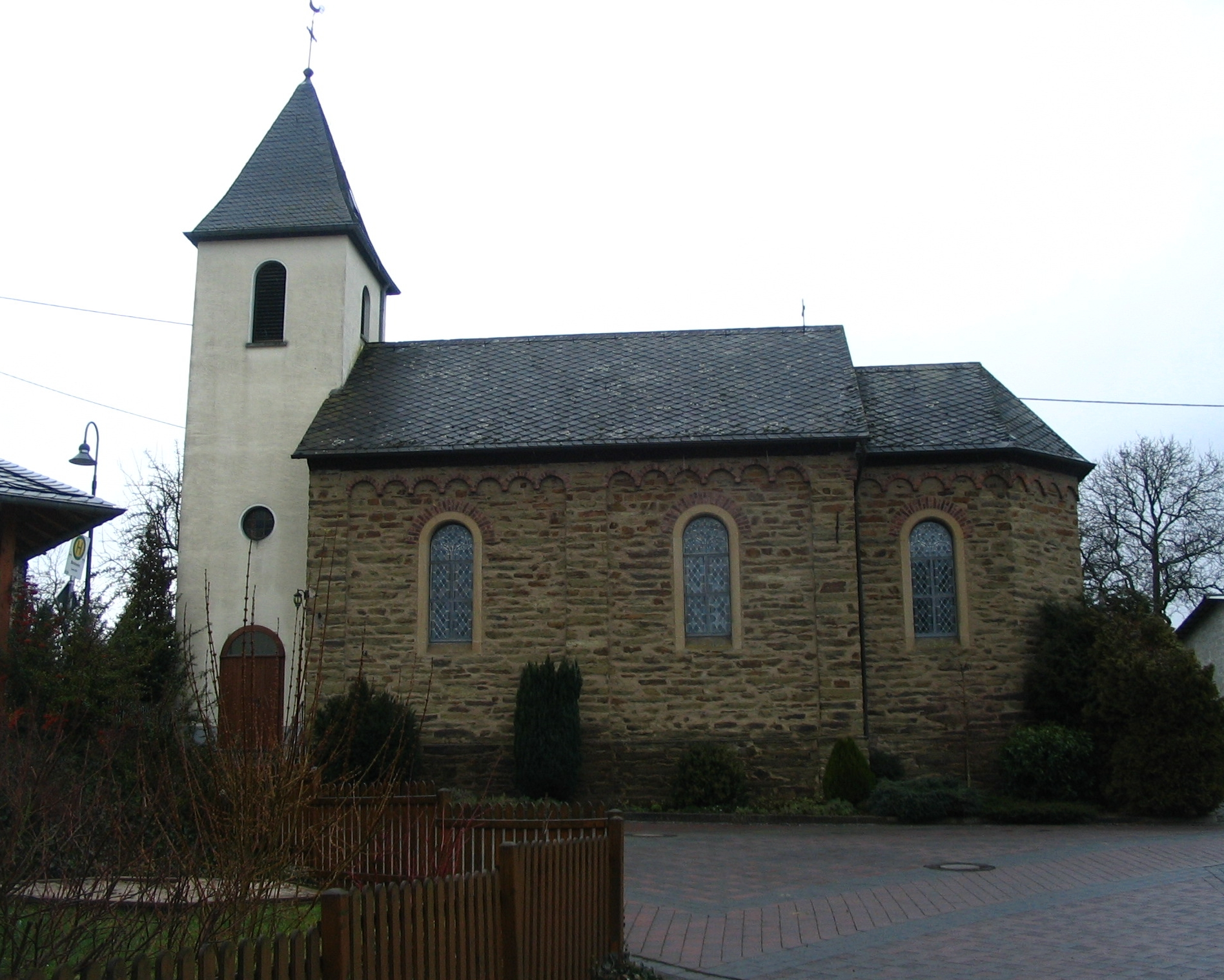
Kirche

Birkheim ist eine Ortsgemeinde im Rhein-Hunsrück-Kreis in Rheinland-Pfalz. Sie gehört der Verbandsgemeinde Hunsrück-Mittelrhein an.

## Geographische Lage
Birkheim liegt im Osten des Hunsrücks, zwischen dem Mittelrheintal und der Bundesautobahn 61.

## Geschichte
Der Ort wurde erstmals im Jahr 1310 als Bircheym erwähnt und stand bis Ende des 18. Jahrhunderts unter der Landeshoheit Kurtriers.
Mit der Annexion des Linken Rheinufers (1794) durch französische Revolutionstruppen wurde der Ort französisch. Von 1798 bis 1814 gehörte Birkheim zum Kanton Sankt Goar im Rhein-Mosel-Departement und von 1800 an zur Mairie Sankt Goar. Aufgrund der auf dem Wiener Kongress (1815) getroffenen Vereinbarungen wurde die Region dem Königreich Preußen zugeordnet. Unter der preußischen Verwaltung kam Birkheim 1816 zur Bürgermeisterei Pfalzfeld im Kreis Sankt Goar und zum  Regierungsbezirk Koblenz in der Provinz Großherzogtum Niederrhein (ab 1822 Rheinprovinz). Nach dem Ersten Weltkrieg zeitweise französisch besetzt, ist der Ort seit 1946 Teil des damals neu gebildeten Landes Rheinland-Pfalz. Seit 1970 gehört die Ortsgemeinde Birkheim der Verbandsgemeinde Emmelshausen an.
Statistik zur Einwohnerentwicklung
Die Entwicklung der Einwohnerzahl der Gemeinde Birkheim, die Werte von 1871 bis 1987 beruhen auf Volkszählungen:
| Jahr | Einwohner |
| 1815 | 83        |
| 1835 | 161       |
| 1871 | 137       |
| 1905 | 130       |
| 1939 | 127       |
| 1950 | 122       |

| Jahr | Einwohner |
| 1961 | 107       |
| 1970 | 114       |
| 1987 | 151       |
| 2005 | 146       |
| 2022 | 142       |

## Politik

### Gemeinderat
Der Gemeinderat in Birkheim besteht aus sechs Ratsmitgliedern, die bei der Kommunalwahl am 9. Juni 2024 in einer Mehrheitswahl gewählt wurden, und dem ehrenamtlichen Ortsbürgermeister als Vorsitzendem.

### Bürgermeister
Ortsbürgermeister ist Rainer Retz. Bei der Direktwahl am 26. Mai 2019 wurde er mit einem Stimmenanteil von 93,10 % in seinem Amt bestätigt. Bei der Direktwahl am 9. Juni 2024 wurde er ohne Gegenkandidat mit 82,2 % der Stimmen erneut für fünf Jahre wiedergewählt.

### Wappen
| Wappen von Birkheim | Blasonierung: „Schild in Silber durch einen blauen Schräglinkswellenbalken geteilt, vorne ein rotes Balkenkreuz, hinten ein blauer Schrägrechtswellenbalken, darunter ein schwarzes Wasserrad, oben ein grünes Birkenblatt.“ |
| Wappen von Birkheim | |